# Dynamite (canción de Afrojack)
«Dynamite» es un sencillo lanzado por el DJ surinamés Afrojack en su álbum Forget the World con la participación del cantante Snoop Dogg.
Lanzada Island Records y la discográfica Universal Music, "Dynamite" es el cuarto sencillo para ser lanzado del álbum después de "As your Friend", con Chris Brown, "The Spark", con Spree Wilson y "Ten Feet Tall", con Wrabel.
- Datos: Q16992157